# Speiredonia
Speiredonia là một chi bướm đêm thuộc họ Erebidae.

## Các loài
- Speiredonia alix (Guenée, 1852)
- Speiredonia celebensis Hogenes & Zilli, 2005
- Speiredonia cthulhui Zilli & Holloway, 2005
- Speiredonia cymosema (Hampson, 1926)
- Speiredonia gowa Holloway & Zilli, 2005
- Speiredonia hogenesi Zilli, 2002
- Speiredonia ibanorum Holloway & Zilli, 2005
- Speiredonia inocellata Sugi, 1996
- Speiredonia itynx Fabricius, 1787
- Speiredonia levis Holloway & Zilli, 2005
- Speiredonia martabanica Holloway & Zilli, 2005
- Speiredonia mutabilis Fabricius, 1794
- Speiredonia obscura (Cramer, 1780)
- Speiredonia sandokana Zilli & Holloway, 2005
- Speiredonia simplex Butler, 1877
- Speiredonia spectans – Granny's Cloak Moth (Guenée, 1852)
- Speiredonia strigiformis (Robinson, 1975)
- Speiredonia substruens (Walker, 1858)